# Edom

Mappa dei regni Levantini.

Edom era un antico regno levantino confinante col Regno di Giuda e con quello Moabita, situato in quelli che è oggi sono la Giordania sud-occidentale ed Israele sud-orientale tra il mar Morto e il golfo di Aqaba. Gli Edomiti probabilmente occuparono l'area verso il XIII secolo a.C. 
Sebbene strettamente imparentati con gli Israeliti (secondo la Bibbia, erano i discendenti di Esaù), entrarono spesso in conflitto con loro e furono probabilmente soggiogati da questi ultimi all'epoca del regno israelita (XI-X secolo a.C.). Edom prosperò a causa della sua posizione strategica sulla rotta commerciale tra l'Arabia e il Mediterraneo e grazie alle sue miniere di rame di Ezion-geber. Edom e Moab vennero successivamente conquistati dai Nabatei, e gli Edomiti migrarono verso la Giudea meridionale, dove divennero noti all'epoca del Nuovo Testamento come Idumei.